# Stoker
Stoker és una pel·lícula de thriler psicològic dirigida per Chan-Wook Park i escrita per Wentworth Miller. És protagonitzada per Mia Wasikowska, Matthew Goode i Nicole Kidman.

## Argument
En fer divuit anys, la vida de l'India Stoker (Mia Wasikowska) fa un tomb inesperat quan el seu estimat pare, Richard (Dermot Mulroney), mor en un accident de cotxe. A causa d'això l'India queda en companyia de la seva mare, l'Evelyn (Nicole Kidman). Al funeral, l'Evelyn i l'India coneixen el carismàtic i encantador germà d'en Richard, en Charlie (Matthew Goode), qui ha passat tota la seva vida viatjant pel món. Ell els anuncia que es quedarà indefinidament amb elles per donar-los suport.

## Repartiment
- Mia Wasikowska
- Matthew Goode
- Nicole Kidman
- Dermot Mulroney
- Jacki Weaver
- Lucas Till
- Alden Ehrenreich
- Phyllis Somerville
- Ralph Brown
- Judith Godrèche

## Crítica
La pel·lícula va debutar el gener del 2013 al Festival de Sundance i va rebre opinions majoritàriament positives. Jeremy Kay, crític del diari The Guardian, va escriure: «És un misteri familiar magníficament editat, disfressat de conte de fades gòtic». També va mencionar la influència de Hitchcock: «Les referències literàries i el simbolisme abunden a Stoker. Es pot quedar lligat intentant desxifrar qui és què. Aquesta és la idea; totes les pistes hi són. Només hi ha de mirar de prop». The Guardian va atorgar a Stoker quatre de cinc estrelles en la seva ressenya.
Guy Lodge, especialista del setmanari Variety, va referir-se a la pel·lícula com «Un gumb esplèndidament demencial d'un thriller de Hitchcock». Per la seva part, Ty Cooper va donar-li cinc estrelles i va escriure'n: «Stoker s'erigeix com una obra mestra, entregant emocions tan esgarrifoses com Psicosi i cimentant la idea que Chan-Wook Park és el Hitchcock per a una nova generació d'espectadors».
D'una altra banda, Mick LaSalle, del San Francisco Chronicle, va dir: «La pel·lícula es revela no només com una cosa avorrida, sinó també com una cosa sense sentit».
Segons el portal Rotten Tomatoes, la pel·lícula rep una puntuació del 68%, qualificant-se així com fresca, acompanyada de la positiva ressenya: «El seu guió no porta el pes dramàtic del seu treball anterior, però Stoker, de Chan-Wook Park, demostra la seva bona visió per a les imatges sumptuoses i el seu afecte pels relats foscos i atmosfèrics poblats per personatges misteriosos».